# Twierdzenie Banacha-Stone’a
Twierdzenie Banacha-Stone’a – twierdzenie analizy funkcjonalnej mówiące, że jeżeli {\displaystyle K} i {\displaystyle L} są takimi zwartymi przestrzeniami Hausdorffa, że przestrzenie Banacha {\displaystyle C(K)} i {\displaystyle C(L)} (tzn. przestrzenie rzeczywistych funkcji ciągłych na nich określonych z normą supremum) są izomorficznie izometryczne, to przestrzenie {\displaystyle K} i {\displaystyle L} są homeomorficzne. Prawdziwa jest również analogiczna wersja twierdzenia dla przestrzeni lokalnie zwartych oraz przestrzeni zespolonych funkcji ciągłych.
Twierdzenie to pojawiło się po raz pierwszy w 1932, w monografii napisanej przez Stefana Banacha wraz z dodatkowym założeniem o metryzowalności przestrzeni {\displaystyle K} i {\displaystyle L.} Dowód w pełnej ogólności podał Marshall Harvey Stone w 1937.